# Bond van Religieuze Anarcho-Communisten
Bond van Religieuze Anarco-Communisten ook gespeld als Bond van Religieuse Anarcho-Communisten (BRAC) was een Nederlandse (deels) religieus-anarchistische beweging die actief was tussen 1920 en 1932. De BRAC ontstond uit het christelijk-anarchistische Vrije Menschen Verbond van Lodewijk van Mierop en de Bond van Christen-Socialisten (BCS) van ds. Année Rinzes de Jong. Deze laatste was ook de voorzitter van de BRAC. In de BRAC bevonden zich twee vleugels: de met het communisme sympathiserende vleugel en de typisch christelijk-anarchistische vleugel. Oorspronkelijk was de Bond niet-marxistisch en niet-sociaaldemocratisch (men wilde geen sociaaldemocraten worden, maar een onafhankelijk christensocialisme naast de sociaaldemocratie hebben), maar vooral anarchistisch-socialistisch georiënteerd. De Bond vond zijn meeste aanhang onder orthodox-protestanten.
Hoewel de Bond anarchistisch was, waren er veel niet-anarchisten lid van de BRAC. Ook veel niet-christelijke socialisten en anarchisten sloten zich bij de BRAC aan, zoals Clara Wichmann.
In 1932 wijzigde de Bond zijn naam in Bond van Anarcho-Socialisten (BAS). Toen de bond zich niet meer presenteerde als religieus, stapten de meeste religieuze anarchisten uit de BAS. Année Rinzes de Jonge richtte in 1932 de Onafhankelijke Religieuze Gemeenschap op.